# Война арикара

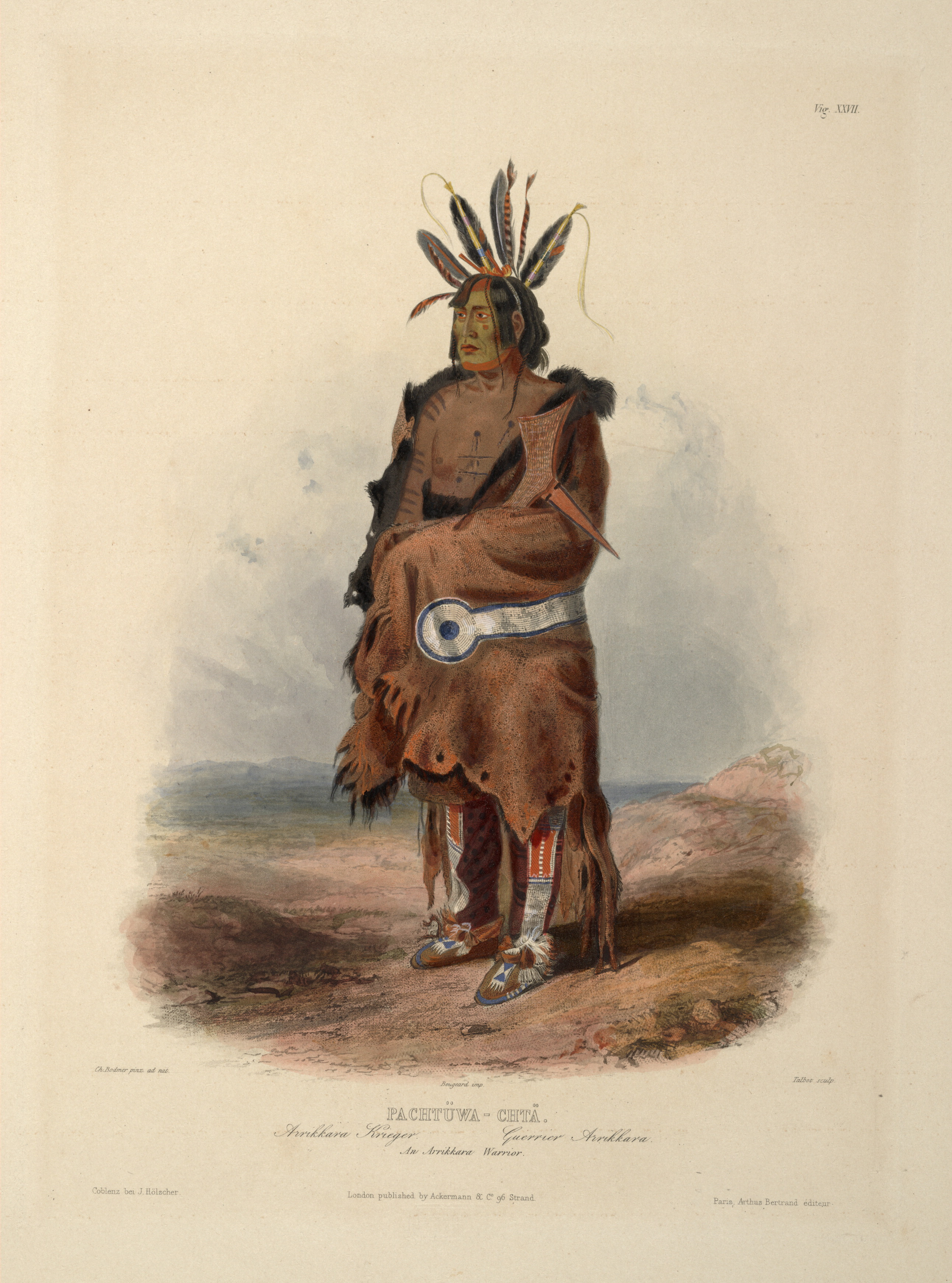
Воин из племени арикара, художник Карл Бодмер.

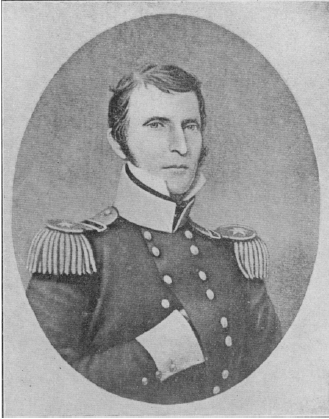
Генри Ливенуорт.

Война арикара (англ. Arikara War) — вооружённый конфликт между индейцами племени арикара и США, произошедший в августе 1823 года на территории современного американского штата Южная Дакота.

## История
Когда экспедиция Льюиса и Кларка достигла поселений арикара в 1804 году, они не проявили враждебности по отношению к белым людям. В 1805 году, во время поездки в столицу США, умер вождь арикара, и индейцы решили, что американцы причастны к его гибели. Позднее, в результате деятельности меховых компаний, между арикара и белыми торговцами стали случаться стычки.
В июне 1823 года арикара совершили нападение на трапперов Меховой компании Скалистых гор на реке Миссури. Они атаковали лодки торговцев из отряда Эшли и убили около 15 человек. Оставшиеся в живых трапперы отступили вниз по реке и спрятались в укрытии, где пробыли более месяца.
После нападений арикара правительство США послало против них военную экспедицию. Армию США возглавлял полковник Генри Ливенуорт. К 275 солдатам, находившимся в отряде Ливенуорта, присоединились около 50 трапперов и 750 воинов из племён сиу. Добравшись до поселения арикара войска провели серьёзные приготовления к бою. Американцы попросили сиу не принимать участия в сражении, и после обстрела из орудий солдаты и трапперы атаковали арикара. Обороняющиеся укрылись в своих земляных домах и отстреливались из них. Арикара ранили несколько солдат, после чего американцы отступили. Трапперы и сиу были недовольны действиями военных и хотели атаковать деревню самостоятельно, но полковник не позволил им этого. Ночью арикара незаметно покинули своё поселение и бежали.

## Итоги
Война арикара стала первым вооружённым конфликтом между США и индейцами Великих Равнин. Возможно американская армия хотела лишь напугать враждебных индейцев, но провал военной экспедиции имел далеко идущие последствия. Сиу ничего не знали о планах американцев. Они увидели хорошее вооружение белых солдат и их количество, но они увидели также, что те не смогли справиться со слабым противником, которого сиу никогда не боялись и почти всегда побеждали. Они посчитали американских солдат трусами и слабыми воинами.
Арикара после атаки американцев и неурожая в последующие два года  покинули Миссури и отправились в Небраску к племени скиди. Лишь в апреле 1837 года они вернулись обратно.